# Нефтчи (волейбольный клуб)
Нефтчи — мужской волейбольный клуб Азербайджана.

## Общие сведения
Базируется в Баку. Выступает в Высшей лиге Азербайджана по волейболу.

## Сезон 2023/24
В сезоне 2023/24 занял третье место.
В 2024 году связующий Расул Мохаммедхани перешёл из «Азеррейла» в «Нефтчи». Также в 2024 году в клуб пришли доигровщик Александр Махнов (Россия) и нападающий Бенджамин Хаджисалихович (Черногория).

## Сезон 2024/25
В сезоне 2024/2025 в регулярном сезоне занял 4 место и вышел в плей-офф. 
В плей-офф в матче за 3 место проиграл «Хиласедиджи».
В Кубке Азербайджана 2024 дошёл до полуфинала.

## Текущий состав
| №                       | Имя                      |
| Центральные блокирующие |                          |
| 8                       | Тевен Форрел             |
|                         | Милад Салехи             |
| Связующие               |                          |
| 13                      | Серджио Карильо          |
|                         | Расул Мохаммедхани       |
| Диагональные нападающие |                          |
| 3                       | Матеуш Араужу Велозу     |
| 18                      | Араз Гаджиев             |
|                         | Бенджамин Хаджисалихович |
| Либеро                  |                          |
|                         |                          |
| Доигровщик              |                          |
| 6                       | Бенджамин Хаджисалихович |
| 10                      | Александр Махнов         |
| 12                      | Миршариф Рзазаде         |
| 16                      | Томас Дуглас-Пауэлл      |
|                         | Мохаммед Норузи          |

## Главные тренеры
- Парвиз Самедов[4]